# Richard Roundtree
Richard Arnold Roundtree, född 9 juli 1942 i New Rochelle, New York, död 24 oktober 2023 i Los Angeles, Kalifornien, var en amerikansk skådespelare. Roundtree blev särskilt känd för sin roll som privatdetektiven John Shaft i blaxploitationfilmen Mitt namn är Shaft (Shaft, 1971) och dess uppföljare Shaft rensar stan (Shaft's Big Score, 1972) och Shaft och människosmugglarna (Shaft in Africa, 1973).

## Filmografi i urval
- 1971 – Mitt namn är Shaft
- 1972 – Shaft rensar stan
- 1973 – Shaft och människosmugglarna
- 1974 – Jordbävningen
- 1975 – Fredag – människan
- 1977 – Rötter (TV-serie)
- 1984 – City Heat
- 1986 – Robot nr 5 (TV-film)
- 1988 – Maniac Cop
- 1995 – Seven
- 1997 – Djungel-George
- 2000 – Shaft
- 2004–2005 – Desperate Housewives (TV-serie)
- 2006–2007 – Heroes (TV-serie)
- 2008 – Speed Racer
- 2019 – What Men Want
- 2019 – Shaft